# سیارک ۲۰۴۷۹
سیارک ۲۰۴۷۹ (به انگلیسی: 20479 Celisaucier، نامگذاری:1999NO22) بیست هزار و چهارصد و هفتاد و نهمین سیارک کشف شده‌است که در ۱۴ ژوئیه ۱۹۹۹ کشف شد.
قدر مطلق سیارک برابر ۱۵.۵ است.